# Gornji Vakuf-Uskoplje
Gornji Vakuf-Uskoplje (letteralmente: «Vakuf di sopra-Uskoplje», in contrapposizione alla vicina Donji Vakuf – «Vakuf di sotto») è un comune della Federazione di Bosnia ed Erzegovina situato nel Cantone della Bosnia Centrale con 22.304 abitanti al censimento 2013.